# Think-cell
A think-cell é uma empresa alemã de software de computador fundada em abril de 2002 e sediada em Berlim, Alemanha. O spin-off da Fraunhofer Society se concentra na criação de produtos de suplemento do Microsoft PowerPoint e Excel.
O principal produto da empresa - think-cell - visa facilitar a criação de gráficos, por exemplo: gráficos de barras, gráficos em cascata, gráficos Marimekko e gráficos de Gantt, em apresentações do Microsoft PowerPoint a partir de planilhas de dados do Microsoft Excel. Alguns recursos se sobrepõem aos fornecidos por versões mais recentes do Microsoft Office, como gráficos em cascata que são gráficos internos do Office 2016.
Com base em uma taxa de crescimento de receita de 3.150% em cinco anos, a think-cell ficou em 4º lugar no Technology Fast 50 Awards de 2009 da Deloitte Germany.
A versão mais recente - think-cell 11 - foi lançada em dezembro de 2020.